# Peter Ernst Wilde
Peter Ernst Wilde (Woedtke, 1732. augusztus 24. - Oberpahlen, ma Põltsamaa, Észtország, 1785. december 28.) balti német orvos, író.

## Élete
Két éven át a Königsbergi Egyetemen teológiát, 1749-től a Hallei Egyetemen jogot, 1751-től ismét Königsbergben orvostudományokat hallgatott. Orvosi doktorátusát 1765-ben szerezte a Greifswaldi Egyetemen. Ugyanebben az évben érkezett Kurzeme-be, ahol Jelgavában a Der Landarzt című folyóiratot jelentette meg. Rigán át 1766-ban jutott el a livóniai Oberpahlenbe, ahol Woldemar Johann von Lauw balti német földbirtokos (1712–1786) több manufaktúrát alapított. A kisvárosnak akkoriban mintegy kétezer lakosa volt.  lakosság ellátására Lauw kórházat és gyógyszertárat is alapított, ezek irányításával Peter Ernst Wilde-ot bízta meg. 1766-ban itt hozták létre Oroszország első magánnyomdáját.
Wilde a felvilágosodás híve volt, ezért azt akarta, hogy írásai eljussanak azon vidéki lakossághoz, akik nem ismerték a német nyelvet. Megnyerte fordítónak a helyi lelkipásztort, August Wilhelm Hupelt, aki akkoriban az észt nyelv egyik legkiválóbb ismerője volt.  Közösen adták ki a Lühhike öppetus című hetilapot, amely gyakorlati egészségügyi tanácsokat, a mindennapi élet megszervezéséhez való általános tudnivalókat tartalmazott. A lapnak 41 száma ismert, 1768-ban az első 25 szám lett nyelven is megjelent.

## Munkái
- A Lühhike öppetus megjelent számai, digitalizált változat
- Discours über die Dimsdalsche Art, die Blattern einzupocken. Oberpahlen 1769. 38 S.
- Auszug aus dem Landarzt und den Liefländischen Abhandlungen von der Arzeney-Wissenschaft, oder Anweisung wie man die Krankheiten des gemeinen Mannes erkennen, und theils mit Hausmitteln, theils mit wohlfeilen Arzeneyen curiren könne. Oberpahlen 1770. 125 S.
- Arsti ramat ('Arzt-Buch'). Põltsamaa: W.J. v. Lauw 1771. 162 S.
- Etwas vom Liefländischen Schulunterricht, in Städten und adlichen Häusern. Ein Wink, die Eltern sicher zu stellen, damit bey ihren Kindern weder Zeit noch Kosten verlohren gehen. Mitau: Johann Friedrich Steffenhagen 1778. 31 S.

## Fordítás
- Ez a szócikk részben vagy egészben  a   Peter Ernst Wilde című német Wikipédia-szócikk ezen változatának fordításán alapul.  Az eredeti cikk szerkesztőit annak laptörténete sorolja fel. Ez a jelzés csupán a megfogalmazás eredetét és a szerzői jogokat jelzi, nem szolgál a cikkben szereplő információk forrásmegjelöléseként.